# Grutas e Mar de Minas

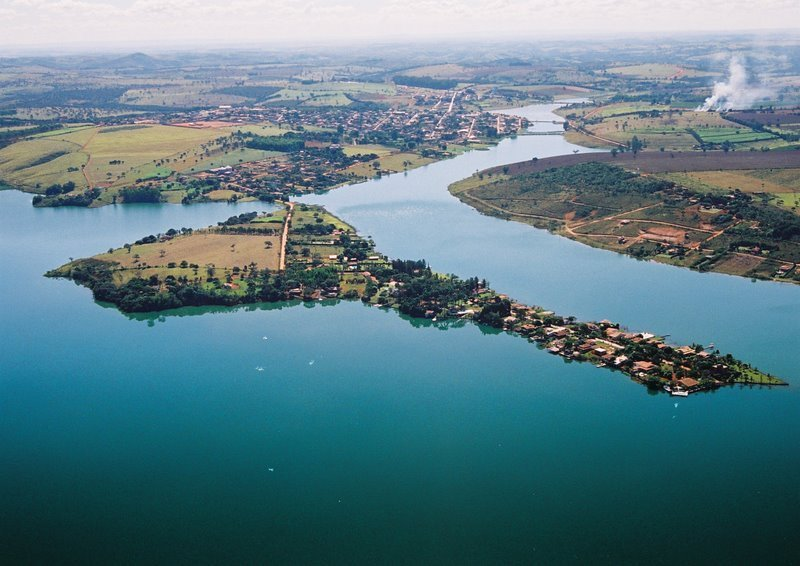
Vista aérea da Ilha do Cabaçal, ponto turístico de Pimenta

O Circuito Turístico Grutas e Mar de Minas é um circuito turístico do estado brasileiro de Minas Gerais, constituído por dezesseis municípios: Arcos, Bambuí, Campo Belo, Campos Gerais, Camacho, Córrego Fundo, Cristais, Formiga, Iguatama, Lagoa da Prata, Pains, Pedra do Indaiá, Pimenta, Santo Antônio do Monte, São Sebastião do Oeste e Medeiros.
Com sede na cidade de Formiga/MG fundado em 05 de junho de 2005, sendo certificado pelo primeiro vez pela Secretaria de Cultura e Turismo de Minas Gerais, e assim segue sendo reconhecida e certificada como Instancia de Governança Regional de Turismo.

## Unidades de conservação
No município de Arcos está localizada a Estação Ecológica Estadual Corumbá, uma unidade de conservação mantida pelo Instituto Estadual de Florestas de Minas Gerais.

## Rodovias
Fazem parte desse circuito as rodovias BR-265, BR-354, BR-369, MG-050, MG-170, MG-429 e MG-439.